# Everybody Knows (John Legend)
Everybody Knows è il terzo singolo estratto dal terzo album di John Legend Evolver. Il singolo è stato messo in commercio a partire dal 9 marzo 2009, ma è stato reso disponibile per il download digitale e per l'airplay radiofonico, già alcune settimane prima, permettendo al brano di entrare in alcune classifiche

## Il video
Il video musicale prodotto per Everybody Knows è stato trasmesso in anteprima il 20 gennaio 2009. Nel video, Legend cammina da solo per le strade cittadine, mentre l'attenzione del video si concentra su alcune coppie di ogni età intorno al cantante.

## Tracce
UK Digital Download
1. Everybody Knows - 4:38
2. Everybody Knows (Live from World Cafe) -5:24
3. Green Light (Karmatronic Club Mix) (featuring André 3000) - 6:21

## Classifiche
| Classifica (2009)                     | posizione più alta |
| ------------------------------------- | ------------------ |
| U.S. Billboard Hot R&B/Hip-Hop Songs  | 64                 |
| U.S. Billboard Mainstream R&B/Hip-Hop | 34                 |
| Paesi Bassi                           | 10                 |